# Торранс (округ)
То́рранс (англ. Torrance County) — округ в штате Нью-Мексико, США. Административный центр округа — посёлок Эстансия. По данным переписи за 2010 год число жителей округа составляло 16 383 человека.

## Географическое положение
Площадь округа 8666 км². Расположен в центральной части штата. Большая часть округа находится на высоте 1830—1900 метров, на западной границе горы Манзано поднимаются до 3077 метров. В Торрансе находятся национальный парк Сибола, индейская резервация Айслета, парк штата Манзано-Маунтинс, национальный памятник Салинас-Пуэбло-Мишн.

## История
Индейцы проживали в регионе ко времени появления экспедиции Хуана де Оньяте в 1598 году. К середине XIX века на территории расселились скотоводы, а в 1903 году был основан округ Торранс. В 1940-х годах Торранс был в основном фермерским округом, крупным производителем фасоли. Впоследствии засуха опустошила округ. В Торрансе крупный рогатый скот является главным сельскохозяйственным продуктом.

## Население
| Год переписи | Нас.  |  | %±     |
| ------------ | ----- |  | ------ |
| 1910         | 10119 |  | —      |
| 1920         | 9731  |  | −3,8%  |
| 1930         | 9269  |  | −4,7%  |
| 1940         | 11026 |  | 19%    |
| 1950         | 8012  |  | −27,3% |
| 1960         | 6497  |  | −18,9% |
| 1970         | 5290  |  | −18,6% |
| 1980         | 7491  |  | 41,6%  |
| 1990         | 10285 |  | 37,3%  |
| 2000         | 16911 |  | 64,4%  |
| 2010         | 16383 |  | −3,1%  |
| 2016         | 15302 |  | −6,6%  |

В 2010 году на территории округа проживало 16 383 человека (из них 51,6 % мужчин и 48,4 % женщин), насчитывалось 6264 домашних хозяйства и 4192 семьи. Расовый состав: белые — 76,1 %, афроамериканцы — 1,3 %, коренные американцы — 2,3 % и представители двух и более рас — 4,3 %. 39,1 % населения были латиноамериканцами.
Население округа по возрастному диапазону по данным переписи 2010 года распределилось следующим образом: 24,1 % — жители младше 18 лет, 3,6 % — между 18 и 21 годами, 58,1 % — от 21 до 65 лет и 14,2 % — в возрасте 65 лет и старше. Средний возраст населения — 41,6 лет. На каждые 100 женщин в Торрансе приходилось 106,5 мужчин, при этом на 100 совершеннолетних женщин приходилось уже 107,4 мужчины сопоставимого возраста.
Из 6264 домашних хозяйств 66,9 % представляли собой семьи: 48,5 % совместно проживающих супружеских пар (16,6 % с детьми младше 18 лет); 12,0 % — женщины, проживающие без мужей и 6,4 % — мужчины, проживающие без жён. 33,1 % не имели семьи. В среднем домашнее хозяйство ведут 2,52 человека, а средний размер семьи — 3,06 человека. В одиночестве проживали 27,6 % населения, 10,1 % составляли одинокие пожилые люди (старше 65 лет).

## Экономика
В 2015 году из 12 782 трудоспособных жителей старше 16 лет имели работу 5476 человек. В 2014 году медианный доход на семью оценивался в 46 360 $, на домашнее хозяйство — в 32 067 $. Доход на душу населения — 18 967 $. 21,5 % от всего числа семей в Торрансе и 31,1 % от всей численности населения находилось на момент переписи за чертой бедности.